# تواصل سريع
تواصل سريع (بالإنجليزية: FastContact)‏ هي خوارزمية تستخدم في تقدير سريع للطاقات الحرة للاتصال والربط بين البروتينات المرتبطة ببعضها البعض. تعتمد الخوارزمية على تحليل إحصائي للتركيبات الهندسية المتعلقة بالتعامل بين البروتينات.
كُتابة الخوارزمية بلغة فورتران 77 من قبل "كارلوس جي كاماشو" و"تشاو زانغ" في قسم علم الأحياء المحوسب، جامعة بيتسبرغ في بنسلفانيا.